# Iwan Burczin
Iwan Asenow Burczin (bułg. Иван Асенов Бурчин; ur. 9 grudnia 1952 w Miziji) – bułgarski kajakarz, kanadyjkarz. Brązowy medalista olimpijski z Monachium.
Zawody w 1972 były jego pierwszymi igrzyskami olimpijskimi, startował również w 1976. W 1972 zajął trzecie miejsce w kanadyjkowych dwójkach na dystansie 1000 metrów, osadę tworzył również Fedia Damianow. Był brązowym medalistą mistrzostw świata w 1975, zajmując trzecie miejsce w dwójce na dystansie 10 000 metrów.